# عبدالخالق هزاره (سیاستمدار)
عبدالخالق هزاره یک سیاستمدار، اندیشمند اهل پاکستان است. وی پس حسین‌علی یوسفی، از نوامبر ۲۰۱۰ (میلادی) تا اکنون رئیس حزب دموکرات هزاره در پاکستان است.
پس از ترور حسین‌علی یوسفی و به دنبال آن ترورهای هدفمند صدها هزاره در کویته بلوچستان توسط لشکر جهنگوی، عبدالخالق هزاره‌های تمام جهان را به ایجاد اعتراضات برای دفاع از حقوق شان خواند. هزاره‌ها در سراسر جهان به درخواست او پاسخ دادند و تظاهراتی بسیاری را در مقابل پارلمان‌ها، دفاتر سازمان ملل و سفارت‌های پاکستان در سرتاسر اروپا، آمریکا، استرالیا و کشورهای آسیایی ترتیب دادند تا دولت پاکستان را تحت فشار قرار دهند که نسل‌کشی ملت هزاره را متوقف کند.
عبدالخالق هزاره به‌عنوان مشاور منطقه ناظم کویته بلوچستان باقی ماند. وی خدمت به مردم خود را از سال ۱۹۹۰ آغاز کرد و برای حقوق ملت هزاره در کویته که در آن اقلیت هستند کار می‌کرد. وی در انتخابات عمومی ۲۰۱۸ پاکستان به‌عنوان وزیر در پارلمان موقت بلوچستان انتخاب شد.
در ۸ سپتامبر ۲۰۱۸، وی به‌عنوان مشاور در کابینه ایالتی بلوچستان به ریاست وزیر جام کمال خان، منصوب شد.